# Santuario di San Francesco di Paola (Lamezia Terme)
Il santuario di San Francesco di Paola è un edificio religioso situato a Lamezia Terme, nell'ex comune di Sambiase.

## Storia
La storia della chiesa conventuale di san Francesco di Paola a Sambiase ha origini molto antiche. La chiesa, inizialmente dedicata alla Madonna degli Infermi, risale al XV secolo. Intanto, i padri Minimi giungono a Sambiase nell'anno 1508, un anno dopo la morte del santo paolano (1416-1507).  L'arcidiacono della cattedrale di Nicastro, identificato come Giovanni de Senatoris o Senatorelli, affida loro la chiesa e il convento annesso il 20 giugno dello stesso anno, ma i padri Minimi la acquisiscono ufficialmente il 3 aprile dell'anno 1520.
Due anni dopo l'acquisizione della chiesa e del convento da parte dei Minimi, Giovanni de Senatoris muore. I frati, per ringraziare il donatore dopo la sua morte, decidono di seppellirlo dentro la chiesa stessa.
Il terremoto del 1638 distrusse completamente sia la chiesa che il convento, che furono poi ricostruiti e ampliati con le offerte dei cittadini. Dopo il disastroso terremoto, il popolo sambiasino chiese che San Francesco di Paola fosse proclamato protettore di Sambiase. E così, col decreto del 12 luglio 1664, Papa Urbano VIII dichiarava e proclamava, iuxta preces, San Francesco di Paola principale patrono di Sambiase. L'Ordine dei Minimi, col suo apostolato, ha fatto sì che i fedeli siano sempre più attratti da una devozione verso la figura del Santo; e questo è stato motivo di comprovati benefici spirituali nonché di crescita spirituale alla luce del suo luminoso esempio di vita.
Per la sua importanza e per aver dato i natali a molti religiosi dell'Ordine, il convento divenne Provincia Monastica della Calabria Ultra. La Provincia Monastica della Calabria Citra, invece, era il santuario di Paola. Da quanto scrive lo storico Enrico Borrello, all'interno dell'edificio si studiavano filosofia e letteratura; infatti il convento possedeva una ricchissima biblioteca che nel corso dei secoli è andata in gran parte perduta per incuria e a causa della vendita dei beni ecclesiastici voluta nel 1806 da Giuseppe Bonaparte, con l'istituzione della Cassa Sacra.
Quest'ultima determinò la partenza dei frati da Sambiase e la chiusura del convento. La riapertura avvenne nel 1818, ma poi la struttura fu di nuovo abbandonata 48 anni dopo, con la soppressione degli ordini religiosi e la confisca dei beni voluta dallo Stato. Soltanto la chiesa, oramai dedicata a San Francesco, rimase aperta per il culto e l'ufficio liturgico.
I frati Minimi tornano a Sambiase 89 anni dopo, il 4 maggio 1955. Il vescovo di allora, Mons. Iacono, eleva la chiesa a parrocchia, invitando i frati a prenderne a pieno titolo le redini. Durante il periodo di chiusura, il convento si trasformò in casa comunale e scuola. Ancora oggi, una parte continua ad ospitare gli uffici dell'ex Circoscrizione di Sambiase.
Il 2 giugno 2017, in occasione dei festeggiamenti patronali in onore di San Francesco di Paola, la chiesa parrocchiale omonima viene elevata a Santuario Diocesano da Mons. Luigi Antonio Cantafora.

## Descrizione

### Esterno
Il santuario è a pianta basilicale. La facciata ottocentesca, suddivisa in due livelli con lesene separate da un marcapiano è coronata da un timpano mistilineo, sormontato dalle caratteristiche giare in terracotta e da una croce centrale in bronzo. Sulla facciata, troviamo una vetrata raffigurante san Francesco di Paola benedicente.

### Interno
Possiede una sola navata, molto ampia. La copertura è a capanna con contenuta cupola semisferica sulla zona presbiteriale e volta a botte ungulata nella navata. All'interno la navata è scandita da lesene sovrastate da capitelli compositi che individuano quattro campate. II presbiterio è caratterizzato da una calotta semisferica sostenuta da quattro pennacchi sobriamente decorata. Il passaggio dalla navata al presbiterio è sottolineato e nello stesso tempo separato da un arco triumphalis a tutto sesto. Nella navata così come nel presbiterio la luminosità è garantita da ampie finestre posizionate al di sopra della trabeazione che sono caratterizzate all'esterno dalla particolare forma baroccheggiante. Tutto l’apparato decorativo interno, costituito da stucchi e cornici, è di stile barocco. Annessa alla chiesa troviamo la cappella di San Marco, diventata poi di san Francesco.  Troviamo, all'ingresso, un pronao quadrangolare, chiuso da due portali strombati. Il vestibolo è coperto con volta a crociera: le unghie presentano quattro dipinti murali, raffiguranti la vita di San Francesco. Un quinto dipinto, è sulla parete laterale.

### Opere pittoriche e sculture
All'interno del santuario troviamo vari dipinti su tela e affreschi, alcuni molto antichi, risalenti al '600, al '700 e all'800: Di notevole pregio troviamo l'Immacolata attribuita al Colelli, il Sacro Cuore di Eduardo Fiore e San Francesco che guarisce un ammalato di Felice Casuscelli. Nel presbiterio troviamo San Francesco in gloria e un ovale con la Madonna degli Infermi, antica titolare della chiesa.

#### I dipinti ai lati del presbiterio
I dipinti su muro, collocati ai lati dell'altare all'interno del presbiterio, fanno parte di un unico ciclo di scene raffigurante alcuni miracoli della vita del santo taumaturgo. Rispettivamente sei riquadri inseriti all'interno di spazi arcati, ritmati da snelle colonne dai capitelli corinzi finemente decorati. Al di sotto delle rappresentazioni, sugli spazi interplintali, prendono posto quattro didascalie relative ai miracoli. Originariamente queste erano sei, ma una (la sesta) fu sottratta per necessità ristrutturali; l'altra (la prima) per esigenze di simmetria estetica. L'opera misura complessivamente cm 800 x cm 240, per un totale di circa 20 metri quadrati. I dipinti sono stati riportati alla luce negli anni ottanta in seguito alla rimozione dello strato di scialbo e di temperone che ne occludeva completamente la visione. L'intervento di restauro che ha riportato alla luce la bellezza delle scene è stato realizzato nell'estate del duemilasette. La tavolozza cromatica ridotta a pochi calori, la semplicità sorprendente anche se a volte ingenua delle scene e dei personaggi, la ricchezza dei particolari, sembrano attingere o ispirarsi ad un'arte più primitiva o "duecentesca". Non è da escludere che gli esecutori dell'opera siano stati gli stessi frati, appartenenti alla formazione dei primi gruppi; è indubbia la presenza di almeno due mani alla realizzazione del dipinto. Ciò si evince mettendo a confronto la figura inginocchiata all’interno della prima scena con quasi tutte le altre, realizzate con minor bagaglio di conoscenza anatomica. Sebbene non vi siano elementi certi o documentazioni per la datazione sicura dei dipinti, un insieme di considerazioni sull'opera e sul contesto ne favoriscono ragionevolmente la realizzazione tra il XVI e il XVII secolo.

#### La cappella di San Francesco di Paola
Nel 1956, abbattuto il muro divisorio, fu annessa l'adiacente cappella dei Morti, o cappella di San Marco. Nel 1994, divenne ufficialmente cappella di San Francesco di Paola. Al suo interno possiamo trovare il busto ligneo del Santo, la reliquia del dito indice custodita in una teca argentea del 1600, un mosaico raffigurante il battesimo di Gesù e un dipinto raffigurante san Francesco realizzato dall'artista Yury Kuku e il suo alunno Banam Dorin.

#### Le statue

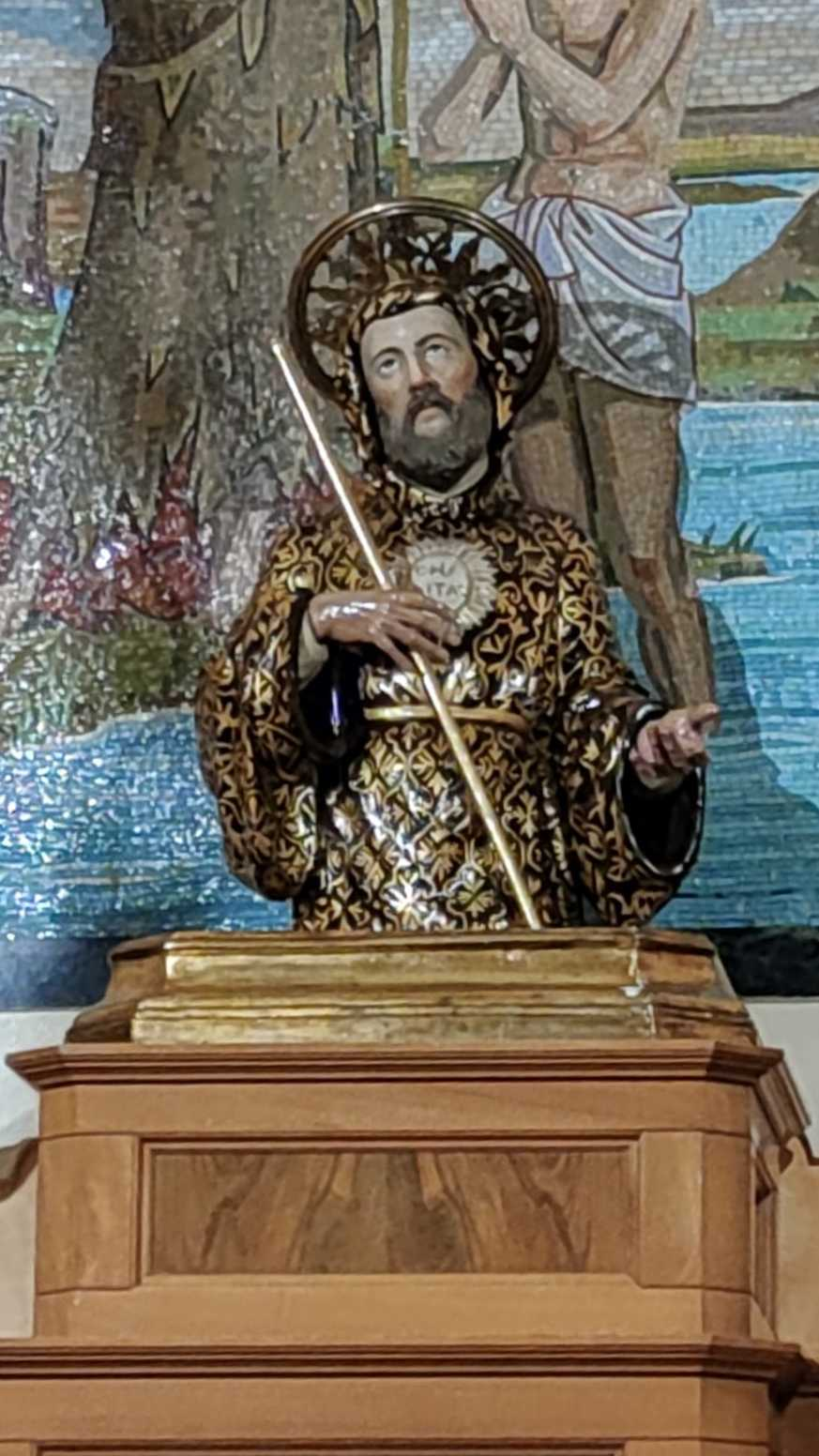
Il Busto ligneo di San Francesco di Paola, custodito nell'omonima cappella.

- San Francesco di Paola (busto ligneo), nell'omonima cappella;
- Madonna del Miracolo: è la patrona dell'Ordine dei Minimi; il culto nella chiesa di San Francesco in Sambiase inizia negli anni '50. Inizialmente veniva venerata tramite un quadro di grandi dimensioni, poi arrivò la statua a fine aprile del 1967 a cura dello Studio Stufler di Ortisei. Il 31 maggio 1968 venne celebrata la cerimonia di incoronazione per il ministero di S. Ecc. Rev.ma Francesco Tortora dei Minimi. La festa si celebra il 20 gennaio.
- Sacro Cuore di Gesù, situata nei locali parrocchiali;
- Santa Rita da Cascia, risalente agli anni '40, nel pronao quadrangolare all'ingresso della chiesa;
- San Raffaele Arcangelo, situata nei locali parrocchiali;
- San Francesco d'Assisi, situata nella sacrestia.

## La festa del 2 giugno
Nella città di Lamezia Terme è molto sentita la festa di San Francesco di Paola, che ogni anno si celebra il 2 giugno. I festeggiamenti iniziano il 23 maggio, quando il Santo lascia la sua abituale dimora per essere accompagnato nella chiesa matrice di San Pancrazio, dove ha inizio il solenne novenario che ha il suo culmine la sera del 1 giugno. Il 2 giugno, giorno della festa, dopo la celebrazione di varie messe, l'accensione del cero votivo e la consegna della chiave d'oro al Santo, la statua esce dalla chiesa madre e va in processione per le vie di Sambiase. Al termine, dopo il messaggio del Vescovo e lo spettacolo pirotecnico, san Francesco rientra in chiesa acclamato dai suoi devoti.